# Hlabisa
Hlabisa (officieel Hlabisa Local Municipality) is een gemeente in het Zuid-Afrikaanse district Umkhanyakude.
Hlabisa ligt in de provincie KwaZoeloe-Natal en telt 71.925 inwoners.

## Hoofdplaatsen
Het nationaal instituut voor de statistiek, Stats SA, deelt sinds de census 2011 deze gemeente in in 38 zogenaamde hoofdplaatsen (main place):
Amatshamnyama • Bazaneni • Dukumbane • Hlabisa • Hlabisa NU • Hlambanyathi • Hluhluwe • Koqhoqhoqho • KwaGula • KwaHlabisa • KwaMkenkethe • KwaQonsa • KwaQunwane • KwaSeme • KwaThembeka • Mabhokisini • Mabundeni • Madunjini • Matshamhlophe • Matshamnyama • Mawuza • Mgangado • Mgovuzo • Mgwaqeni • Mpembeni • Mthwadlana • Mzinene • Nhlawathi • Nkonyamaneni • Nomcondo • Nqotweni • Papasi • Sitezi • Tanganeni • Thandanini • Umfolozi • Zibayeni • Zidonini.